# 川副春海
川副 春海（かわそえ しゅんかい、1956年3月26日 - ）は、日本のラジオパーソナリティ・浄土宗の僧侶・元新聞記者。血液型O型。

## 人物
- 佐賀県多久市の寺院「専称寺」（浄土宗）の跡取りとして生まれる。佐賀県立小城高等学校から早稲田大学第一文学部卒業。早稲田大学卒業後、佐賀新聞社に記者として入社。文化部・報道部などで7年間の記者生活を送る。
- 新聞社退社後、僧侶となり専称寺の副住職となるが（2003年より住職）、同時に古巣の佐賀新聞でのコラム連載や自主映画上映団体「チネチッタ」の設立、NBCラジオ佐賀のパーソナリティなど幅広い活動を行う。
- 僧侶としての活動も自らの寺だけでなく、浄土宗の会が創刊した「現代教化ファイル」編集長に就任したほか、九州ブロック浄土宗青年会では理事長も務めた。また、1995年に浄土宗僧侶の有志が阪神・淡路大震災でボランティア活動を行った際には、その参加者を元にNGO団体「テラ・ネット」を設立。チベットやバングラデシュ、タイなど東南アジアの仏教が盛んな地域で学校や教育施設の建設支援などを行っている。
- 浄土宗平和協会理事長。社会福祉法人もやいの会理事長。
- 「宗派を超えてチベットの平和を祈念する僧侶の会」幹事。

## 過去の出演番組
- おしやべり名物春海茶屋（NBCラジオ佐賀）
- ふるさとファイルさが（NBCラジオ佐賀）